# Lucova
Lucova (madžarsko Lakháza, prekmursko Lücova, nekoč Lücovska ves) je naselje v Občini Gornji Petrovci.